# Línea R1
La línea R1 de Rodalies de Catalunya (cercanías de Barcelona), es una línea ferroviaria de cercanías conocida como la línea del Maresme, discurre entre Molins de Rey y Massanet-Massanas por Mataró. 

## Historia
Esta línea es la heredera del primer ferrocarril peninsular, el Barcelona-Mataró, que a través de sucesivas ampliaciones fue acercándose a Massanet de la Selva. La línea cuenta con vía doble hasta Arenys de Mar, donde pasa a ser vía única. La línea circula junto al mar desde que abandona San Adrián de Besós hasta pasado Malgrat de Mar. Es habitual que la línea resulte práctica en este tramo para los viajeros interesados en ir a las playas del Maresme, pero no tanto para los habitantes de los municipios costeros cuyos centros están bastante alejados de las estaciones. La línea discurre casi paralela a la N-2, por lo que para acceder a las estaciones desde el centro de las localidades en la costa del Maresme es necesario atravesar dicha carretera. Se puede decir que da servicio a todos los municipios costeros de la comarca del Maresme.
El tramo Barcelona-Mataró se caracteriza por una trama urbana casi continua con el crecimiento de la población en dichos municipios, por lo que el número de estaciones ha crecido respecto al que había al principio de la historia de la línea. En este tramo se pueden considerar estaciones propiamente dichas Badalona, El Masnou, Montgat, Vilasar de Mar y Mataró, el resto de paradas se consideran apeaderos a esos efectos aunque todos los trenes paren en ellas.

Desde la creación de la línea y hasta que se creó la línea 10 tenía una ramificación a partir de Sants por la línea del Corredor Mediterráneo que, a partir de El Prat de Llobregat tomaba el ramal al Aeropuerto de Barcelona. Así la línea se explotaba con dos tipos de trenes: Hospitalet-Massanet-Massanas o Aeropuerto-Mataró. Cuando se cerró el ramal siguió manteniéndose la estación de Mataró como terminal de parte de los trenes, ya que la vía única a partir de Arenys de Mar no permite una frecuencia tan elevada en ese tramo.

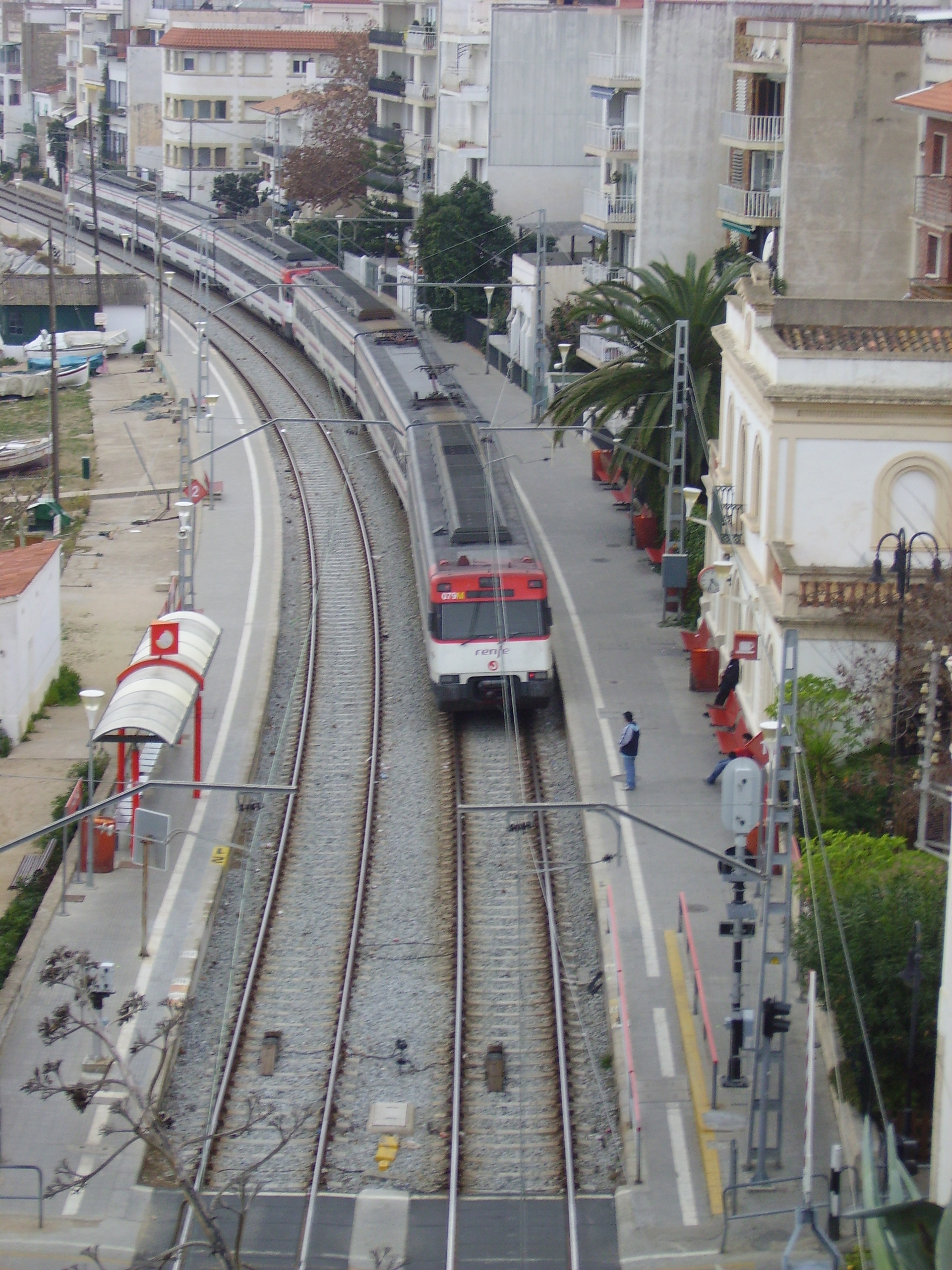
Estación de Sant Pol de Mar.

## Características generales

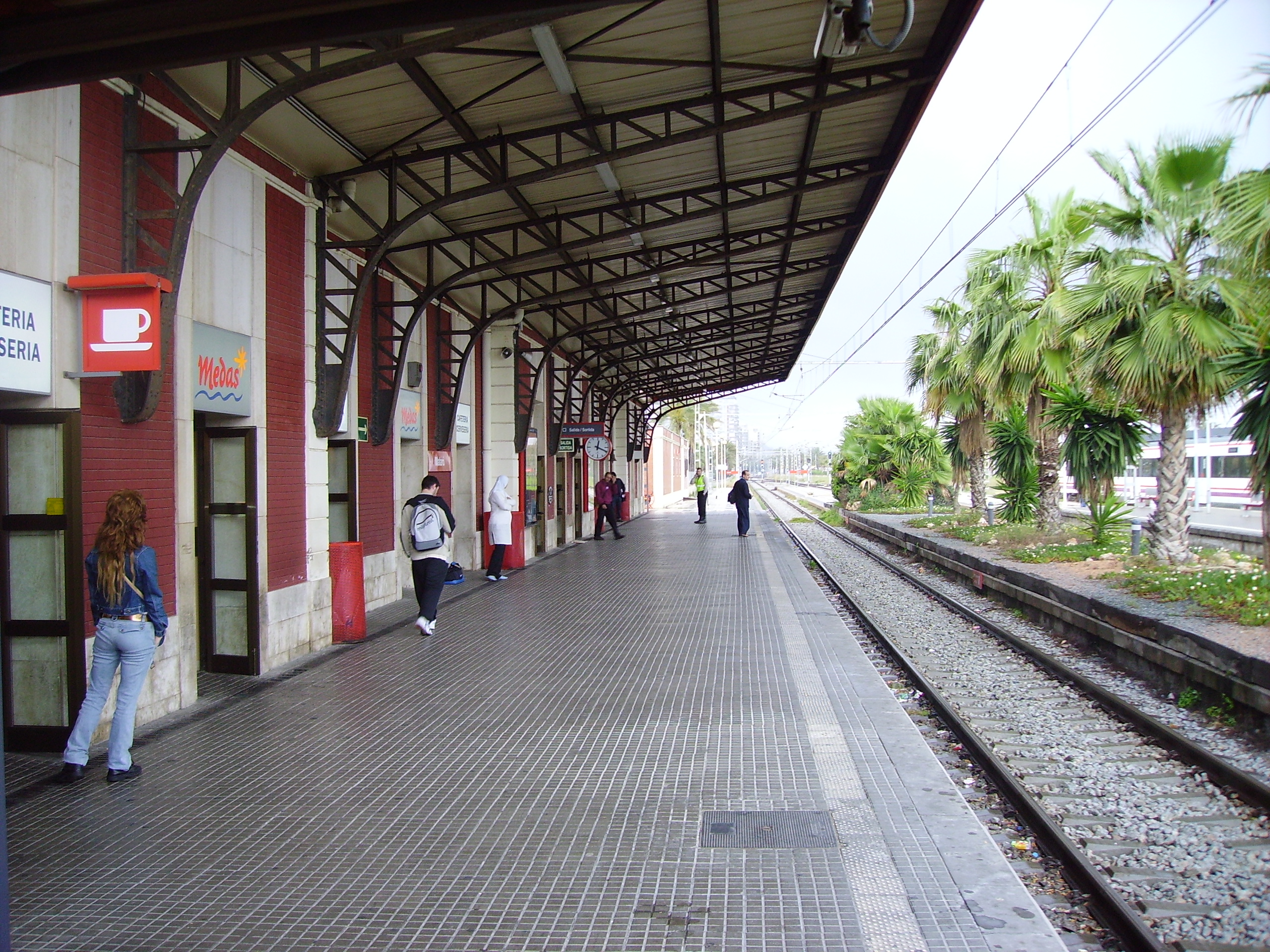
Estación de Mataró.

Transporta 39,6 millones de pasajeros al año. Hay una media de 102.214 viajeros en día laborable y circulan una media de 216 trenes cada día laborable de la serie 447 y Civia (463, 464 y 465). Cuenta con un total de 95,1 kilómetros de longitud y hace parada en 31 estaciones. Tiene conexiones con las líneas R2, R3 y R4 y servicios regionales de Rodalies de Catalunya, servicios de alta velocidad y larga distancia, metro de Barcelona y tranvía.
El servicio transcurre principalmente por las siguientes líneas de ferrocarril:
- Línea Barcelona-Mataró-Massanet-Massanas, toda la línea.
- Línea Barcelona-Vilafranca-Tarragona, entre Barcelona y Molins de Rey.

Las estaciones terminales son Molins de Rey o Hospitalet de Llobregat al sur, y al norte lo pueden ser Mataró, Calella, Blanes, Arenys de Mar o Massanet-Massanas.

## Perspectivas de futuro
Nueva prolongación de la línea por vías ya existentes desde Molins de Rei hasta Cerdanyola Universitat pasando por la estación de Castellbisbal donde y hará un cambio de maniobras para llevar a cabo la dirección a su destino. en catalán
La construcción de la futura estación de Barcelona-Sagrera, entre El Clot-Aragón y San Adrián de Besós. También se planea crear un ramal desde Blanes hasta Lloret de Mar (actualmente se hace enlace a esta última localidad con autobús). En los últimos tiempos se ha planteado la necesidad de trasladar la línea al interior del territorio, debido a las consecuencias de la subida del nivel del mar y a los efectos de la erosión.

## Recorrido

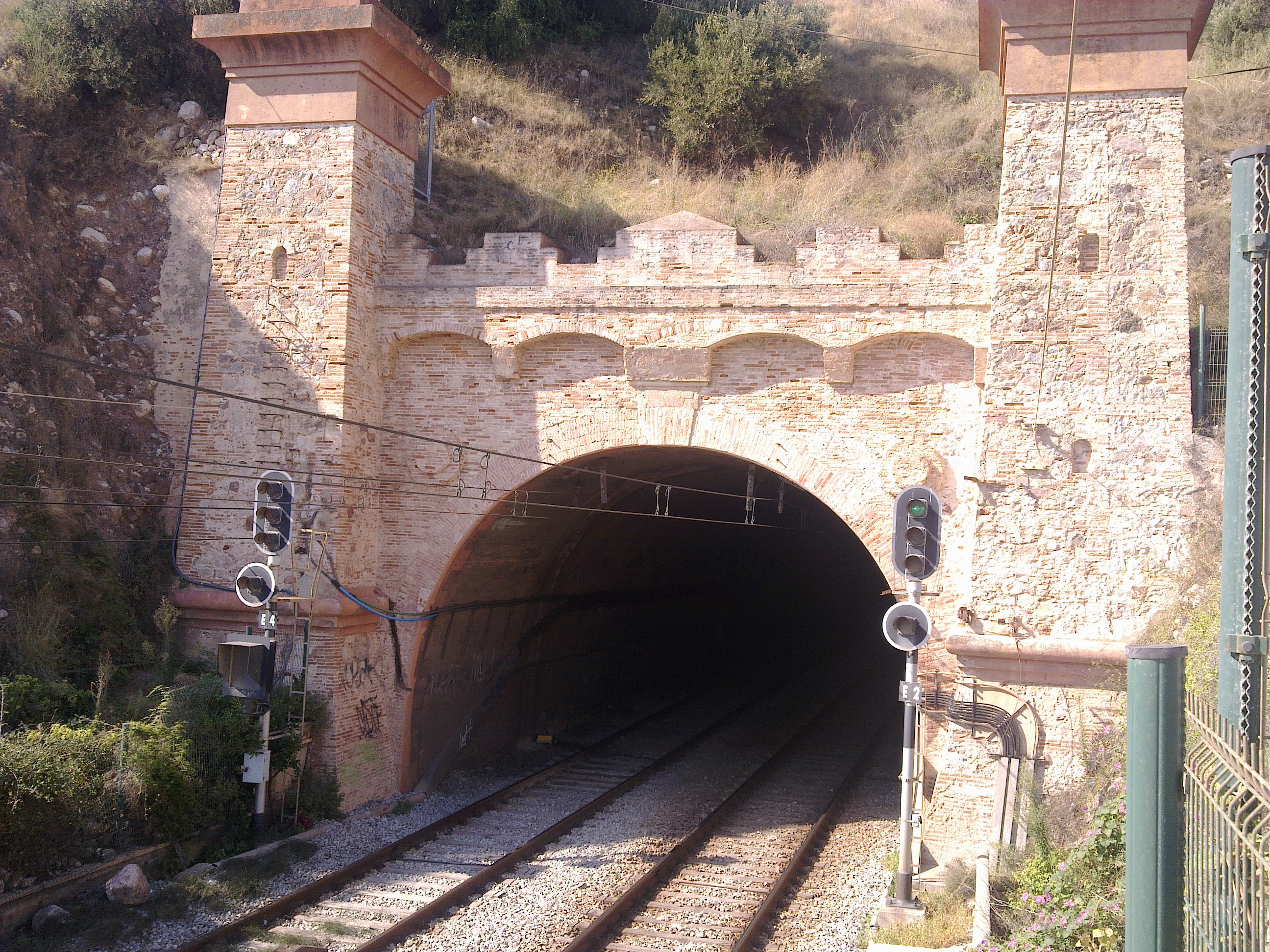
Túnel de Montgat.

Las estaciones término/inicio de los trenes en la parte norte pueden ser Mataró, Arenys de Mar, Calella, Blanes o Massanet-Massanas. En la parte sur pueden ser Hospitalet o Molins de Rey.

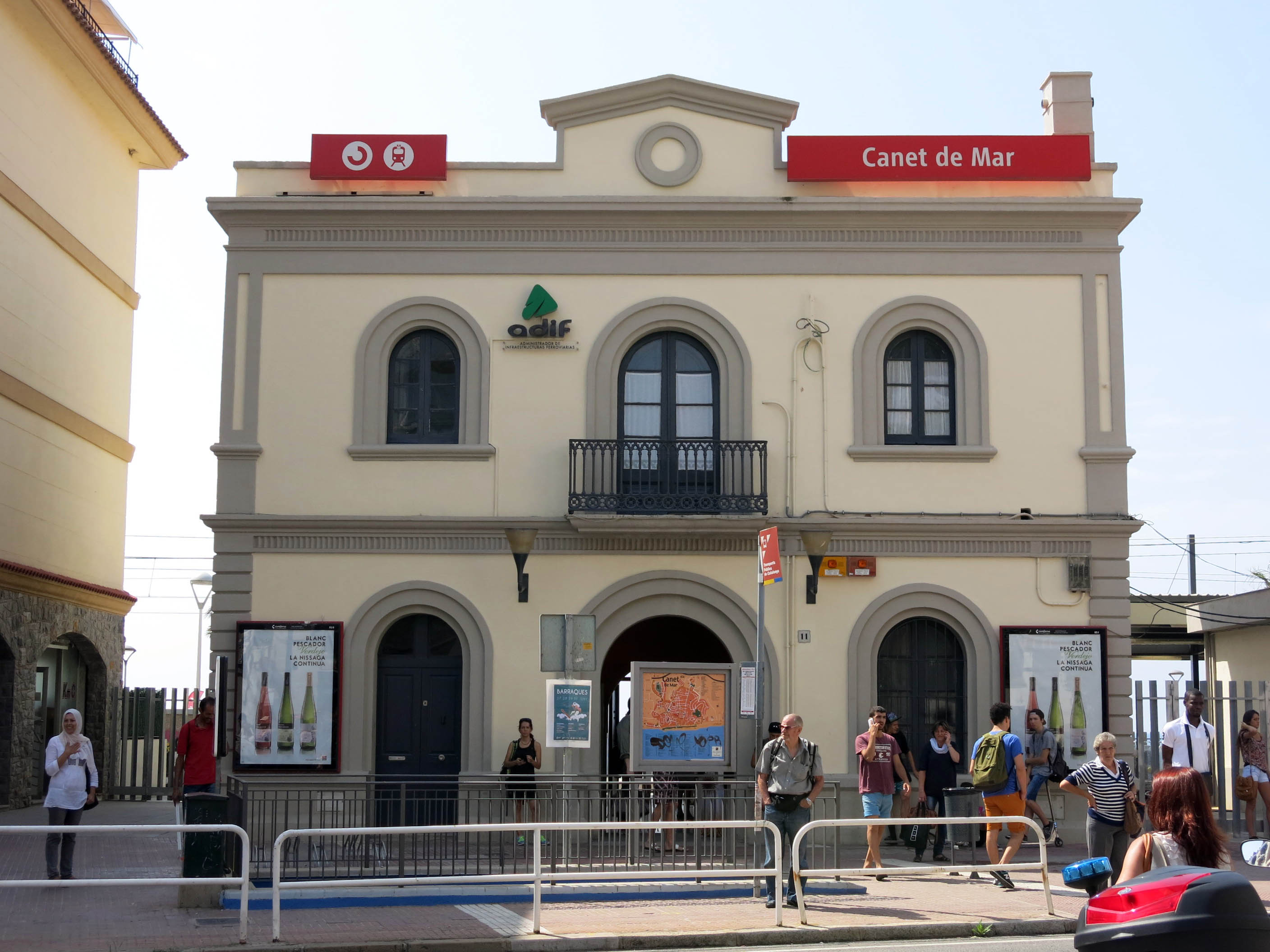
Estación de Canet de Mar.

Ningún tren recorre la línea entre Molins de Rey y Massanet-Massanas por ahora. Los trayectos posibles de los trenes son:
- Molins de Rey <> Mataró 2 trenes/hora.
- Molins de Rey <> Arenys de Mar Prolongación de los Molins-Mataró en horas punta.
- Molins de Rey < Calella un tren con destino a Molins al día.
- Hospitalet <> Mataró 2 trenes/hora.
- Hospitalet <> Calella Trenes de refuerzo a lo largo del día.

- Hospitalet <> Blanes un tren/hora.
- Hospitalet <> Massanet-Massanas 1 tren/hora.

Lo que da la siguiente frecuencia en la línea:

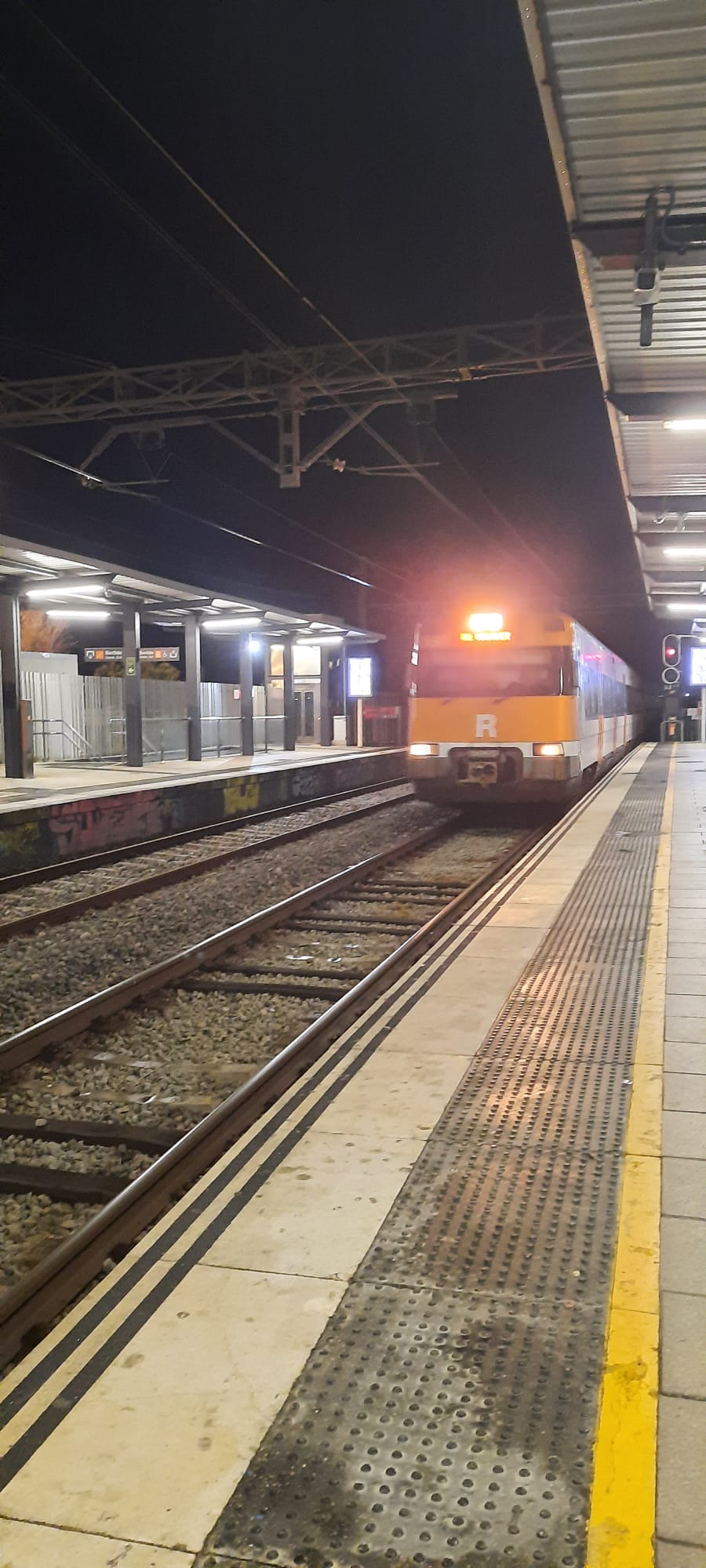
Estación de Pineda de Mar

- 6 trenes/hora entre Hospitalet y Mataró (más los trenes de las líneas 3, 4 y 7 hasta Arco de Triunfo) en hora valle los días laborables.
- 2 trenes/hora entre Hospitalet y Blanes.
- 2 trenes/hora (más trenes de la R-4) entre Molins de Rey y Hospitalet sin posibilidad de servicios directos más allá de Mataró.
- 1 tren/hora entre Blanes y Massanet-Massanas.

La línea parte de Molins de Rey, en la comarca del Bajo Llobregat, atraviesa Barcelona, dentro de la cual pasa por el túnel entre Sants y Clot-Aragón vía Plaza de Cataluña. A partir de ahí enfila hacia el noreste acercándose a la costa del Maresme atravesando San Adrián de Besós y Badalona y situada junto a la línea de costa transcurre hasta Malgrat de Mar, momento en que enfila hacia el noroeste pasando cerca de Blanes hasta juntarse con la línea Barcelona-Cerbère en la Estación de Massanet-Massanas.
La ausencia de cualquier otro tipo de circulaciones en la línea aparte de los cercanías, permite ofrecer una alta frecuencia, aunque condicionada por el cuello de botella del túnel de la Estación de Plaza de Cataluña.

## Estaciones
Hay cuatro estaciones de la línea que están incluidas en el Inventario del Patrimonio Arquitectónico de Cataluña: 
- Badalona
- Mataró
- Montgat
- Molins de Rey

Lista completa de estaciones:
| Estación                      | Municipio                | Correspondencias | Zona RENFE   | Zona ATM     |
| ----------------------------- | ------------------------ | ---------------- | ------------ | ------------ |
| Cerdanyola Universitat        | Sardañola del Vallés     |                  | 3            | 2C           |
| Sant Cugat-Coll Favà          | San Cugat del Vallés     |                  | 3            | 2C           |
| Rubí                          | Rubí                     |                  | 3            | 2C           |
| Castellbisbal                 | Castellbisbal            |                  | 3a           | 2B           |
| El Papiol                     | El Papiol                |                  | 2            | 2B           |
| Molins de Rey                 | Molins de Rey            |                  | 2            | 2B           |
| San Feliú de Llobregat        | San Feliú de Llobregat   |                  | 2            | 1            |
| San Juan Despí                | San Juan Despí           |                  | 1            | 1            |
| Cornellá                      | Cornellá de Llobregat    |                  | 1            | 1            |
| Hospitalet de Llobregat       | Hospitalet de Llobregat  |                  | 1            | 1            |
| Torrassa                      | Hospitalet de Llobregat  |                  | 1            | 1            |
| Sants                         | Barcelona                |                  | 1            | 1            |
| Plaza de Cataluña             | Barcelona                |                  | 1            | 1            |
| Arco de Triunfo               | Barcelona                |                  | 1            | 1            |
| El Clot-Aragón                | Barcelona                |                  | 1            | 1            |
| San Adrián del Besós          | San Adrián de Besós      |                  | 1            | 1            |
| Badalona                      | Badalona                 |                  | 1            | 1            |
| Montgat                       | Montgat                  |                  | 1            | 1            |
| Montgat Nord                  | Montgat                  |                  | 1            | 1            |
| El Masnou                     | El Masnou                |                  | 2            | 2E           |
| Ocata                         | El Masnou                |                  | 2            | 2E           |
| Premiá de Mar                 | Premiá de Mar            |                  | 3            | 2E           |
| Can Pou - Camp de Mar         | sin servicio             | sin servicio     | sin servicio | sin servicio |
| Vilasar de Mar                | Vilasar de Mar           |                  | 3            | 2E           |
| Cabrera de Mar-Vilasar de Mar | Cabrera de Mar           |                  | 3            | 2E           |
| Mataró                        | Mataró                   |                  | 4            | 3E           |
| San Andrés de Llavaneras      | San Andrés de Llavaneras |                  | 4            | 3E           |
| Caldetas                      | Caldetas                 |                  | 4            | 3E           |
| Arenys de Mar                 | Arenys de Mar            |                  | 4            | 4H           |
| Canet de Mar                  | Canet de Mar             |                  | 4            | 4H           |
| Sant Pol de Mar               | San Pol de Mar           |                  | 5            | 4H           |
| Calella                       | Calella                  |                  | 5            | 4H           |
| Pineda de Mar                 | Pineda de Mar            |                  | 5            | 4H           |
| Santa Susana                  | Santa Susana             |                  | 5            | 5H           |
| Malgrat de Mar                | Malgrat de Mar           |                  | 5            | 5H           |
| Blanes                        | Blanes                   |                  | 6            | 5H           |
| Tordera                       | Tordera                  |                  | 6            | 5H           |
| Massanet-Massanas             | Massanet de la Selva     |                  | 6            | 6G           |